# گودزیلا در برابر گودزیلای مکانیکی
گودزیلا در برابر گودزیلای مکانیکی (ژاپنی: ゴジラ対メカゴジラ) فیلمی در ژانر علمی–تخیلی به کارگردانی جون فوکودا است که در سال ۱۹۷۴ منتشر شد. از بازیگران آن می‌توان به کنجی ساهارا اشاره کرد.

### کتابشناسی
- Galbraith IV, Stuart (1994). Japanese Science Fiction, Fantasy and Horror Films. McFarland. ISBN 0-89950-853-7.